# 第XI因子
第XI因子（だい11いんし、英: factor XI）または血漿トロンボプラスチン前駆物質（plasma thromboplastin antecedent）は、血液凝固カスケードの酵素の1つ第XIa因子の酵素前駆体である。他の凝固因子と同様、セリンプロテアーゼである。ヒトでは、第XI因子はF11遺伝子にコードされる。

## 機能
第XI因子は肝臓で産生され、不活性型のホモ二量体体として循環する。血漿中の半減期は約52時間である。第XI因子は、第XIIa因子やトロンビンによって第XIa因子へと活性化され、第XIa因子自身によっても活性化される。第XIIa因子によって活性化されるため、内因系のメンバーである。
第XIa因子は、第IX因子の特定のアルギニン-アラニン、アルギニン-バリン間のペプチド結合を切断し、活性化する。その結果生じた第IXa因子は第VIIIa因子と複合体を形成し、第X因子を活性化する。
第XIa因子の阻害因子にはプロテインZ依存性プロテアーゼインヒビター（ZPI、セルピンのメンバー）があり、その作用はプロテインZ非依存的である（ZPIの第X因子への作用はプロテインZ依存的であり、名称はそれに由来する）。

## 構造
第XI因子は1本のポリペプチド鎖として合成されるが、ホモ二量体として血液を循環する。各鎖の分子量はおよそ80000である。第XI因子の一般的な血漿中の濃度は5 μg/mLで、二量体としておよそ30 nMに相当する。第XI因子の遺伝子の長さは23kbで、4番染色体（4q32-35）に位置し、15のエクソンを持つ。
第XI因子は4つのAppleドメインから構成され、5番目のセリンプロテアーゼドメインの下にディスク状のプラットフォームを形成する。1つ目のAppleドメインはトロンビンとHMWKの結合部位を含み、3つ目のドメインは第IX因子とヘパリン、糖タンパク質Ibを結合する。4つ目のドメインは第XI因子のホモ二量体の形成に関与しており、ジスルフィド結合を形成するシステイン残基を含む。
ホモ二量体では、Appleドメインは斜めに連結された2つのディスク状のプラットフォームを形成し、触媒ドメインはそこから両側に突き出している。
トロンビンまたは第XIIa因子による活性化は、二量体の両方のサブユニットのアルギニン369-イソロイシン370間のペプチド結合の切断によって行われる。その結果、触媒ドメインはディスク状のAppleドメインから部分的に解離し、4番目のドメインとはジスルフィド結合で連結されたままであるが、3番目のドメインからは離れた位置となる。これによって3番目のAppleドメインの第IX因子結合部位が露出し、第XI因子の第IX因子に対するプロテアーゼ活性が発揮されるようになると考えられている。

## 疾患における役割
第XI因子の欠乏は、稀な疾患である血友病Cを引き起こす。この疾患は主にアシュケナジムのユダヤ人にみられ、集団の約8%が影響を受けていると考えられている。頻度はより低いものの、血友病Cはイラクにルーツを持つユダヤ人やイスラエルのアラブ人にもみられる。他の集団では、血友病症例の約1%が血友病Cである。常染色体劣性の遺伝疾患で、特発性出血は稀であるものの手術時に過剰な失血が生じる可能性があり、予防が必要である。
低レベルの第XI因子は、ヌーナン症候群など多くの他の疾患でも見られる。
高レベルの第IX因子は血栓症との関連が示唆されているが、何が因子のレベルを決定しているのか、そしてそれがどの程度重症であるのかについては不確実である。

## 関連文献
- “Do platelets synthesize factor XI?”. Journal of Thrombosis and Haemostasis 2 (10):  1709–12. (2005). doi:10.1111/j.1538-7836.2004.00935.x. PMID 15456479.
- “Coagulation factor XI: a database of mutations and polymorphisms associated with factor XI deficiency”. Blood Coagulation & Fibrinolysis : An International Journal in Haemostasis and Thrombosis 16 (4):  231–8. (Jun 2005). doi:10.1097/01.mbc.0000169214.62560.a5. PMID 15870541.
- “Factor XI in haemostasis and thrombosis: past, present and future”. Thrombosis and Haemostasis 98 (1):  84–9. (Jul 2007). doi:10.1160/th07-04-0246. PMID 17597996.
- “Expression of human blood coagulation factor XI: characterization of the defect in factor XI type III deficiency”. Blood 79 (6):  1435–40. (Mar 1992). PMID 1547342.
- “Factor XI activation in a revised model of blood coagulation”. Science 253 (5022):  909–12. (Aug 1991). doi:10.1126/science.1652157. PMID 1652157.
- “A detailed multipoint map of human chromosome 4 provides evidence for linkage heterogeneity and position-specific recombination rates”. American Journal of Human Genetics 48 (5):  911–25. (May 1991). PMC 1683054. PMID 1673289.
- “Dinucleotide repeat polymorphism in the human coagulation factor XI gene, intron B (F11), detected using the polymerase chain reaction”. Nucleic Acids Research 19 (24):  6979. (1992). doi:10.1093/nar/19.24.6979-a. PMC 329377. PMID 1762944.
- “Factor XI deficiency acquired by liver transplantation”. Annals of Internal Medicine 115 (11):  877–9. (Dec 1991). doi:10.7326/0003-4819-115-11-877. PMID 1952475.
- “Location of the disulfide bonds in human coagulation factor XI: the presence of tandem apple domains”. Biochemistry 30 (8):  2056–60. (Feb 1991). doi:10.1021/bi00222a008. PMID 1998667.
- “Activation of human blood coagulation factor XI independent of factor XII. Factor XI is activated by thrombin and factor XIa in the presence of negatively charged surfaces”. The Journal of Biological Chemistry 266 (12):  7353–8. (Apr 1991). PMID 2019570.
- “Factor XI deficiency in Ashkenazi Jews in Israel”. The New England Journal of Medicine 325 (3):  153–8. (Jul 1991). doi:10.1056/NEJM199107183250303. PMID 2052060.
- “Purification and characterization of plasma protein C inhibitor”. Thrombosis Research 55 (3):  369–84. (Aug 1989). doi:10.1016/0049-3848(89)90069-8. PMID 2551064.
- “Factor XI (plasma thromboplastin antecedent) deficiency in Ashkenazi Jews is a bleeding disorder that can result from three types of point mutations”. Proceedings of the National Academy of Sciences of the United States of America 86 (20):  7667–71. (Oct 1989). doi:10.1073/pnas.86.20.7667. PMC 298131. PMID 2813350.
- “Organization of the gene for human factor XI”. Biochemistry 26 (23):  7221–8. (1988). doi:10.1021/bi00397a004. PMID 2827746.
- “Amino acid sequence of human factor XI, a blood coagulation factor with four tandem repeats that are highly homologous with plasma prekallikrein”. Biochemistry 25 (9):  2417–24. (May 1986). doi:10.1021/bi00357a018. PMID 3636155.
- “Stoichiometry of binding of high molecular weight kininogen to factor XI/XIa”. Biochemical and Biophysical Research Communications 133 (2):  417–22. (1986). doi:10.1016/0006-291X(85)90922-2. PMID 3936495.
- “Immunologic studies of human coagulation factor XI and its complex with high molecular weight kininogen”. Blood 62 (5):  1123–31. (Nov 1983). PMID 6626744.
- “Factor XI antigen and activity in human platelets”. Blood 59 (6):  1148–56. (Jun 1982). PMID 7044446.
- “Identification of two novel mutations in non-Jewish factor XI deficiency”. British Journal of Haematology 90 (4):  916–20. (Aug 1995). doi:10.1111/j.1365-2141.1995.tb05215.x. PMID 7669672.
- “Six point mutations that cause factor XI deficiency”. Blood 85 (6):  1509–16. (Mar 1995). PMID 7888672.
- “Dimer dissociation and unfolding mechanism of coagulation factor XI apple 4 domain: spectroscopic and mutational analysis”. Journal of Molecular Biology 367 (2):  558–73. (Mar 2007). doi:10.1016/j.jmb.2006.12.066. PMC 1945241. PMID 17257616.
- “Solution structure of the A4 domain of factor XI sheds light on the mechanism of zymogen activation”. Proceedings of the National Academy of Sciences of the United States of America 104 (40):  15693–8. (Oct 2007). doi:10.1073/pnas.0703080104. PMC 1987390. PMID 17884987.